# Dejan Pečenko
Dejan Pečenko, slovenski džezovski pianist, * 13. december 1958, Maribor.

## Življenje in delo
Pečenko je med letoma 1979 in 1985 študiral jazz klavir na Glasbeni akademiji v Gradcu. Leta 1983 je snemal s Sunrise Orchestra Brüninga von Altena. Od leta 1985 do 1989 je nastopil kot samostojni glasbenik na številnih turnejah z džezisti, kot so Tony Scott, Bumi Fian in Tone Janša, ter sodeloval na festivalu Moers, Leverkusen Jazz Days in JazzAscona. Leta 1986 je ustanovil lasten trio (s Petrom Herbertom in Dragom Gajom), s katerim je istega leta izdal prvi album, ki mu je leta 1988 sledil album Persepolis. Izdal je tudi dva samostojna albuma Piano Pianissimo (1995) in Toy Museum (1998). Je tudi član Old Stoariegler Dixieland Banda in tria Manfreda Josela. Po mnenju Oesterreichisches Musiklexikon je "eden izmed slogovno celovitih jazz pianistov in klaviaturistov, katerih glasba temelji na stilih, kot so swing, fusion, latino glasba in hip hop."
Od leta 1989 je profesor na Brucknerjevem konservatoriju v Linzu, ob tem pa še univerzitetni predavatelj na nastali zasebni univerzi Antona Brucknerja. Leta 1992 je soustanovil oddelek za jazz na Konservatoriju za glasbo in balet v Ljubljani. Med letoma 1995 in 2003 je poučeval tudi klavir na Univerzi za glasbo in uprizoritvene umetnosti v Gradcu. Od leta 2013 je tudi predavatelj na Konservatoriju Maribor.